# Live in Gdańsk
Live in Gdańsk è il primo album dal vivo del cantautore britannico David Gilmour, pubblicato il 22 settembre 2008 dalla EMI.

## Descrizione
Contiene la registrazione dell'ultimo concerto del tour del 2006 di David Gilmour, tenuto ai cantieri navali di Danzica in concomitanza con le celebrazioni del 26º anniversario della fondazione del sindacato Solidarność. È anche il primo album dell'artista suonato con un'orchestra sinfonica (Polish Baltic Philharmonic Orchestra, diretta da Zbigniew Preisner).
L'album è stato commercializzato in cinque edizioni differenti, la cui standard è composta da due CD audio. Le restanti edizioni presentano anche il DVD del concerto e materiale audio e video inedito.

## Tracce

### CD
Disc 1 - CD
1. Speak to Me – 1:23 (musica: Nick Mason) – originariamente interpretata dai Pink Floyd
2. Breathe – 2:49 (Roger Waters, David Gilmour, Richard Wright) – originariamente interpretata dai Pink Floyd
3. Time – 5:38 (Nick Mason, Roger Waters, Richard Wright, David Gilmour) – originariamente interpretata dai Pink Floyd
4. Breathe (Reprise) – 1:32 (Roger Waters, David Gilmour, Richard Wright) – originariamente interpretata dai Pink Floyd
5. Castellorizon – 3:47 (musica: David Gilmour)
6. On an Island – 7:26 (testo: David Gilmour, Polly Samson – musica: David Gilmour)
7. The Blue – 6:39 (testo: Polly Samson – musica: David Gilmour)
8. Red Sky at Night – 3:03 (musica: David Gilmour)
9. This Heaven – 4:33 (testo: David Gilmour, Polly Samson – musica: David Gilmour)
10. Then I Close My Eyes – 7:42 (musica: David Gilmour)
11. Smile – 4:26 (testo: Polly Samson – musica: David Gilmour)
12. Take a Breath – 6:47 (testo: Polly Samson – musica: David Gilmour)
13. A Pocketful of Stones – 5:41 (testo: Polly Samson – musica: David Gilmour)
14. Where We Start – 8:01 (David Gilmour)

Disc 2 - CD
1. Shine On You Crazy Diamond – 12:07 (testo: Roger Waters – musica: David Gilmour, Roger Waters, Richard Wright) – originariamente interpretata dai Pink Floyd
2. Astronomy Domine – 5:02 (Syd Barrett) – originariamente interpretata dai Pink Floyd
3. Fat Old Sun – 6:40 (David Gilmour) – originariamente interpretata dai Pink Floyd
4. High Hopes – 9:57 (testo: David Gilmour, Polly Samson – musica: David Gilmour) – originariamente interpretata dai Pink Floyd
5. Echoes – 25:26 (Nick Mason, David Gilmour, Roger Waters, Richard Wright) – originariamente interpretata dai Pink Floyd
6. Wish You Were Here – 5:15 (testo: Roger Waters – musica: Roger Waters, David Gilmour) – originariamente interpretata dai Pink Floyd
7. A Great Day for Freedom – 5:56 (testo: David Gilmour, Polly Samson – musica: David Gilmour) – originariamente interpretata dai Pink Floyd
8. Comfortably Numb – 9:22 (David Gilmour, Roger Waters) – originariamente interpretata dai Pink Floyd

### DVD
Disc 3 - DVD – presente nella 3 Disc Edition
- Live in Gdańsk: Concert

1. Castellorizon – 3:41
2. On an Island – 6:21
3. The Blue – 7:22
4. Red Sky at Night – 3:02
5. This Heaven – 4:27
6. Then I Close My Eyes – 9:33
7. Smile – 4:31
8. Take a Breath – 6:32
9. A Pocketful of Stones – 5:27
10. Where We Start – 7:51
11. Astronomy Domine – 4:41
12. High Hopes – 9:44
13. Echoes – 25:31
14. A Great Day for Freedom – 5:57
15. Comfortably Numb – 10:04
16. Credits – 5:34
17. Gdańsk Diary (Documentary) – 37:34

Disc 4 - DVD – presente nella 4 Disc Edition
- Live at the Mermaid Theatre, London, March 2006

1. Shine On You Crazy Diamond – 10:59
2. Wearing the Inside Out – 8:08
3. Comfortably Numb – 7:19

- Live from the AOL Sessions, New York, April 2006

1. On an Island – 6:48
2. High Hopes – 9:09

- Live from Abbey Road, London, August 2006

1. The Blue – 6:25
2. Take a Breath – 6:18
3. Echoes (Acoustic) – 6:51

- Recorded Live in the UK, January 2007

1. Barn Jam 166 – 4:46
2. Barn Jam 192 – 2:46
3. Barn Jam 121 – 7:25

- On an Island (Audio Only) - 5.1 Surround Sound Version Dolby Digital

1. Castellorizon – 3:54
2. On an Island – 6:47
3. The Blue – 5:26
4. Take a Breath – 5:45
5. Red Sky at Night – 2:51
6. This Heaven – 4:24
7. Then I Close My Eyes – 5:27
8. Smile – 4:03
9. A Pocketful of Stones – 6:17
10. Where We Start – 6:45

Disc 5 - CD – presente nella 5 Disc Special Edition
- Bonus Tracks from the "On an Island" Tour 2006

1. Shine On You Crazy Diamond (Venice, August 12/Vienne, July 31) – 13:08
2. Dominoes (Paris, March 15) – 4:52
3. The Blue (Vienne, July 31) – 6:20
4. Take a Breath (Munich, July 29) – 6:43
5. Wish You Were Here (Glasgow, May 27) – 5:17
6. Coming Back to Life (Florence, August 2) – 7:09
7. Find The Cost of Freedom (Manchester, May 26) – 1:27
8. This Heaven (Vienne, July 31) – 4:27
9. Wearing the Inside Out (Milan, March 25) – 7:31
10. A Pocketful of Stones (Vienne, July 31) – 6:26
11. Where We Start (Vienne, July 31) – 7:36
12. On the Turning Away (Venice, August 12) – 6:06

### LP
LP One
- Lato A

1. Speak to Me/Breathe (In the Air)/Time/Breathe (In the Air) (Reprise) – 11:22
2. Castellorizon/On an Island – 11:14

- Lato B

1. The Blue – 6:39
2. Red Sky at Night – 3:03
3. This Heaven – 4:33

LP Two
- Lato C

1. Then I Close My Eyes – 7:42
2. Smile – 4:26
3. Take a Breath – 6:47

- Lato D

1. A Pocketful of Stones – 5:41
2. Where We Start – 8:02

LP Three
- Lato E

1. Shine On You Crazy Diamond – 12:07
2. Wot's...Uh the Deal? – 5:35

- Lato F

1. Astronomy Domine – 5:03
2. Fat Old Sun – 6:40
3. High Hopes – 9:58

LP Four
- Lato G

1. Echoes – 25:26

- Lato H

1. Wish You Were Here – 5:16
2. A Great Day for Freedom – 5:56
3. Comfortably Numb – 9:23

LP Five
- Lato I

1. On the Turning Away (Venice, 2006) – 6:03
2. The Blue (Live from Abbey Road, 2006) – 6:29
3. Echoes (Acoustic) (Live from Abbey Road, 2006) – 6:52

- Lato J

1. Barn Jam 166 (UK, 2007) – 4:48
2. Barn Jam 121 (UK, 2007) – 7:31

## Formazione
- David Gilmour – chitarra, sassofono, voce
- Richard Wright – tastiera, voce
- Phil Manzanera – chitarra, voce
- Jon Carin – tastiera, lap steel guitar, programmazione, voce
- Guy Pratt – basso, chitarra, voce
- Steve DiStanislao – batteria, voce
- Dick Parry – sassofono, tastiera
- The Baltic Philharmonic Symphony Orchestra – strumenti ad arco
- Zbigniew Preisner – conduzione orchestra, arrangiamenti orchestrali (CD 1: tracce 9-14)
- Michael Kamen – arrangiamenti orchestrali (CD 2: tracce 4, 7 e 8)
- Leszek Mozdzer – pianoforte